# André Volten

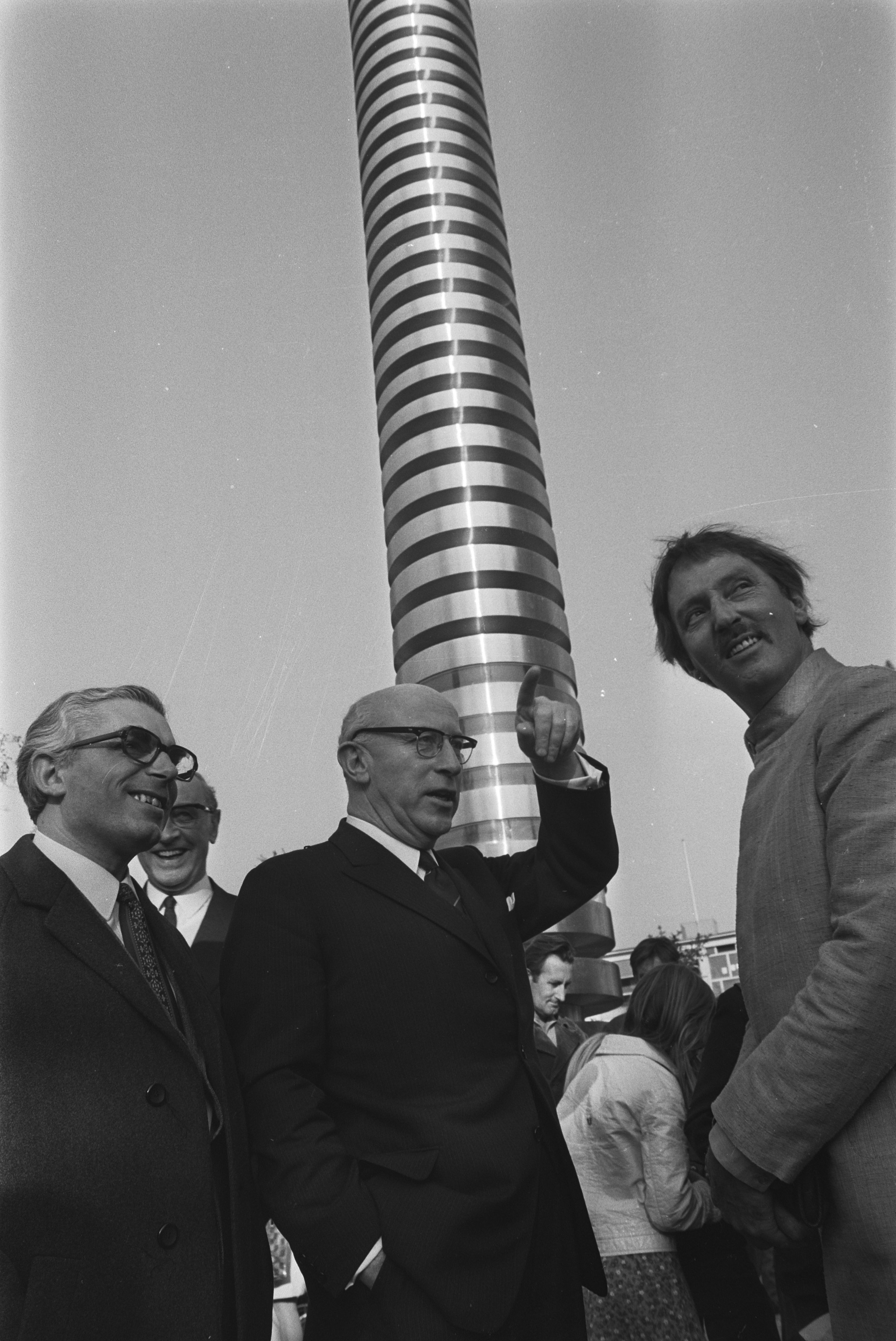
André Volten (rechts) (1970), vor seiner Skulptur Denkmal für Anthony Winkler Prins

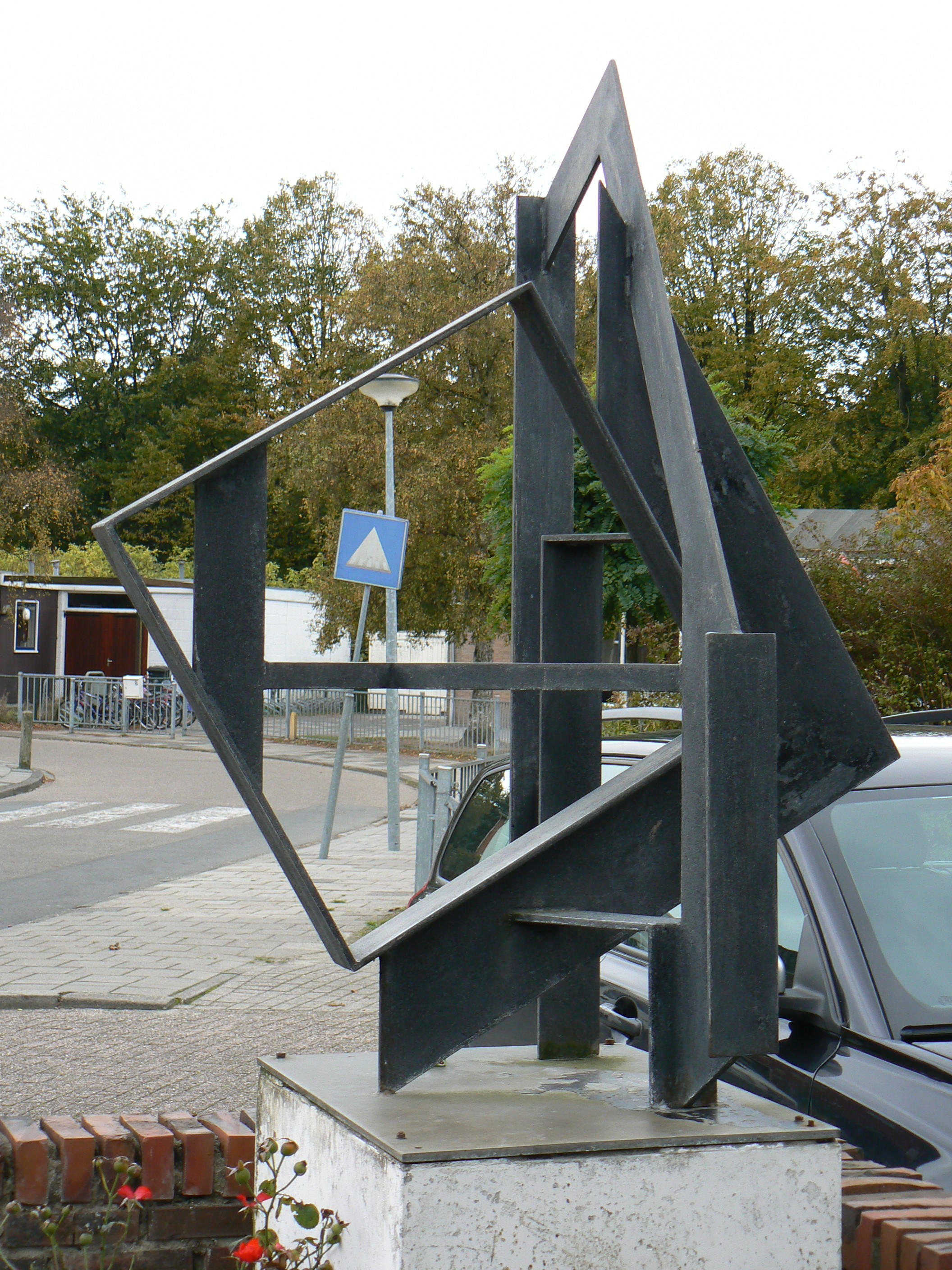
Ohne Titel (1955), Uithuizen

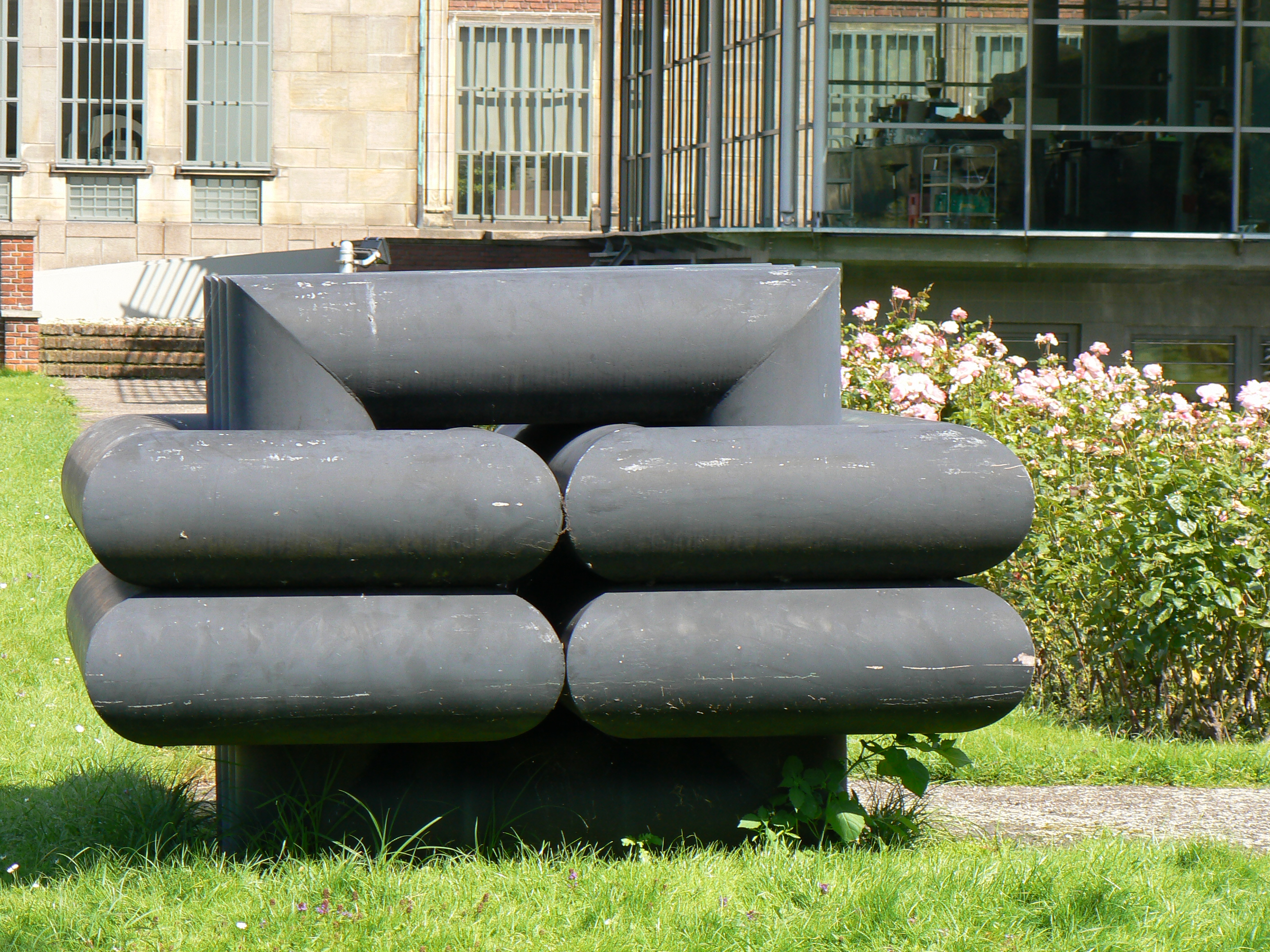
Ohne Titel (1961), Rotterdam

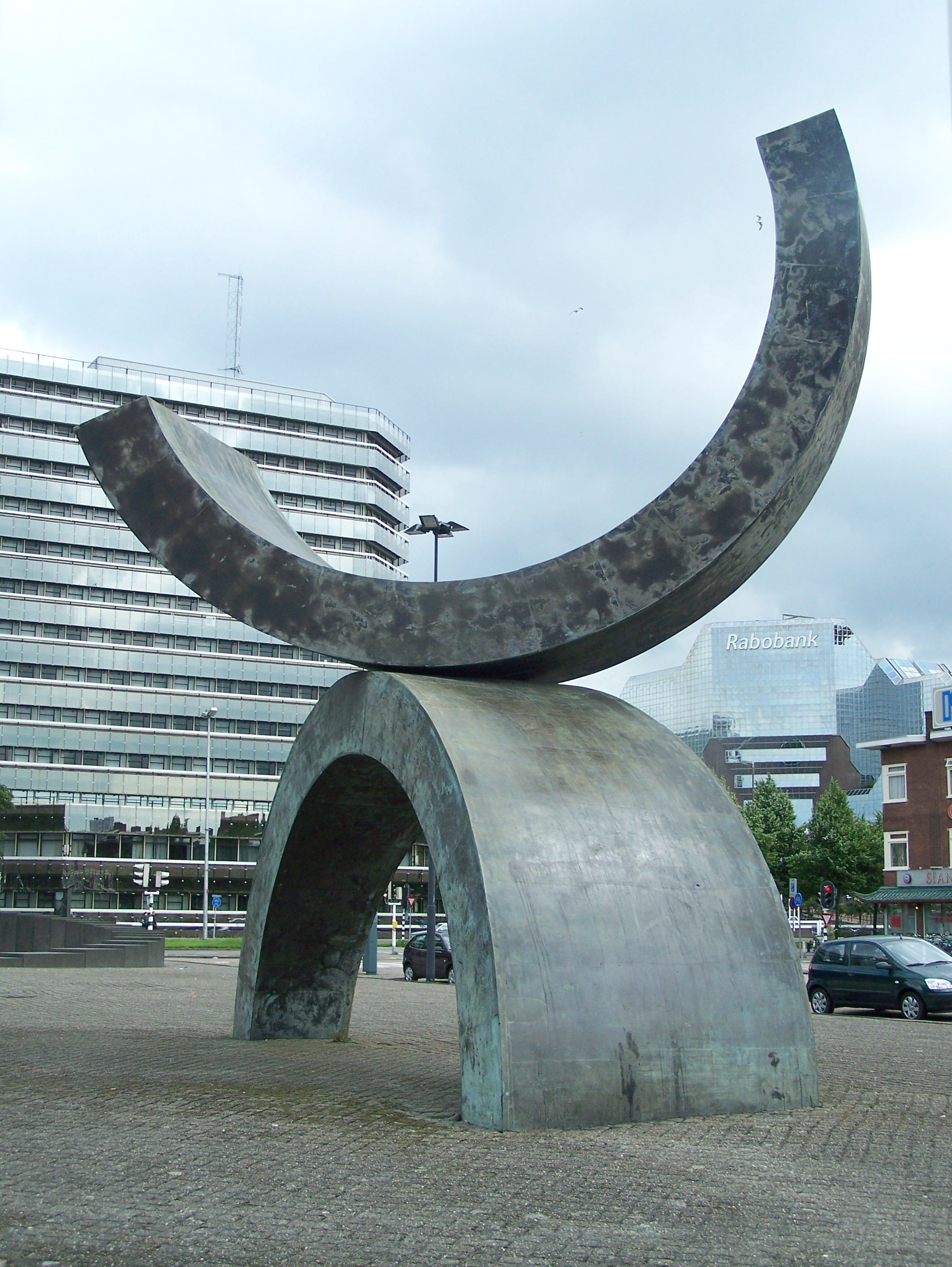
Nr: 45 5 Elemente (1982) – 3. Element, Utrecht

André Theo Aart Volten (* 19. März 1925 in Andijk; † 5. September 2002 in Amsterdam) war ein niederländischer Bildhauer der Nachkriegsgeneration. Er trug bedeutend zur Einbindung von Kunst in den öffentlichen Raum in den Niederlanden bei.

## Leben
André Volten wurde im westfriesischen Andijk geboren. Er besuchte 1945 kurz die Kunsthandwerkschule in Amsterdam, zog 1946 aber für vier Jahre nach Brüssel. Angeregt durch seinen Freundeskreis regte sich dort schnell sein Interesse für die abstrakte Kunst. Nach seiner Rückkehr in die Niederlande 1950 entwickelte Volten sich – auch durch eine Tätigkeit als Schweißer auf der NDSM-Werft im Norden Amsterdams beeinflusst, vom abstrakt-expressionistischen Maler zum abstrakten Bildhauer.
Ab 1953 und insbesondere nach 1954, als er die Künstlergruppe Liga Nieuw Beelden (Liga Neue Skulpturen) mitbegründete, beschäftigte sich Volten intensiv mit der Rolle der Kunst im öffentlichen Raum. Er schuf zahlreiche konstruktivistische Skulpturen für viele Städte in den Niederlanden und im Ausland. Seit Ende der 1960er Jahre verwendete er in zunehmendem Maß Edelstahl, griff aber auch oft auf die Materialien COR-TEN-Stahl und Granit zurück. 1996 erhielt Volten für sein Lebenswerk den Preis der niederländischen Stiftung für Bildende Künste, Design und Baukunst (Fonds BKVB). Einen Auftrag von Königin Beatrix aus Anlass der Hochzeit des Kronprinzen Willem-Alexander konnte Volten nicht mehr ausführen.
Von 1950 bis zu seinem Tod im Jahr 2002 hatte Volten sein Atelier im Torhaus der ehemaligen Siedlung Asterdorp, die von den deutschen Besatzern ab 1942 genutzt wurde, um über 300 jüdische Menschen vor ihrem Transport in das Durchgangslager Westerbork gefangen zu halten. Seit 2016 wird das Gebäude als Villa Volten von der Stichting André Volten für Ausstellungen und Veranstaltungen genutzt.
Seine Werke sind u. a. in den Sammlungen des Kröller-Müller Museums in Otterlo, des Lehmbruck-Museums in Duisburg, der Kunsthalle Mannheim und des Skulpturenmuseums Glaskasten in Marl zu finden.

## Ausstellungen
- 1951 Palast der Schönen Künste, Brüssel
- 1954 Gruppenausstellung Vrij Beelden, Museum Fodor, Amsterdam
- 1955 Gruppenausstellung Architectuur en Beeldende kunst (Liga Nieuw Beelden), Stedelijk Museum, Amsterdam
- 1966 Stedelijk Museum, Amsterdam
- 1976 Lehmbruck-Museum, Duisburg
- 1985 Kröller-Müller-Museum, Otterlo (Retrospektive)
- 1996 Konstruktion und Struktur 1965-1995, Lehmbruck-Museum, Duisburg

## Werke

### Niederlande
- Amsterdam: Denkmal für Anthony Winkler Prins, 1970, 13 m hoch. Auftrag des Verlags N.V. Elsevier, der die niederländische Winkler-Prins-Enzyklopädie ab der zweiten Auflage herausgab, anlässlich deren 100-jährigen Bestehens. Frederik Hendrikplein
- Amsterdam: Vier Säulen im Winkel von 45°, 1972, Bürogebäude Rivierstaete an der Trompenburgstraat
- Amsterdam: Ohne Titel, 1986, Rathaus/Opernhaus (Muziektheater)
- Den Haag: Skulptur, 1988, Königlicher Palast Huis ten Bosch
- Drachten: 3 Säulen, 1968
- Enschede: Din 20, 1963, Innenstadt
- Gouda: Ohne Titel, 1966, Stahlobjekt, Schule in der Groen van Prinstererlaan
- Groningen: Säule, 1970, Polizeigebäude
- Rotterdam: 8 Stahlhaken aus Cor-Ten-Stahl, 1976–1977, Trinkwasserversorgung Kralingen
- Uithuizen: Ohne Titel, 1955
- Utrecht: Nr. 45, 1982, mehrere Objekte aus Bronze, Basaltlava, Edelstahl; Eingangsbereich des Messegeländes Jaarbeurs
- Utrecht: 8 Elemente, 1970, am Hochhaus Nieuw Clarenburg
- weitere Werke in Tilburg, Lelystad, Hilversum, Hoogezand-Sappemeer, Helmond und Vlissingen

### Deutschland

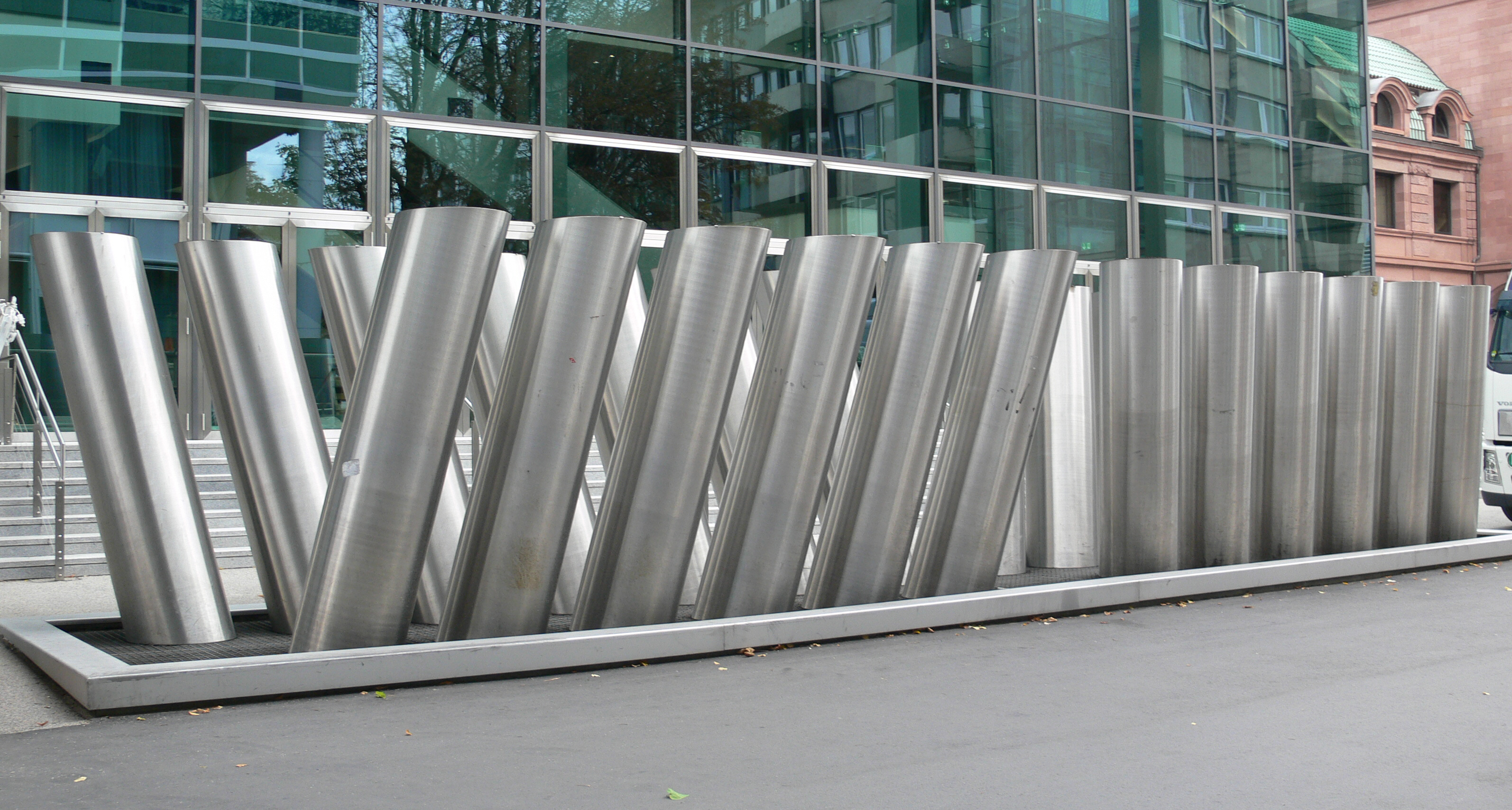
Luftbrunnen (1973/1974), Mannheim

- Duisburg: Brunnen, 1983 (Teil der Brunnenmeile Duisburg)
- Mannheim: Luftbrunnen am Kongresszentrum Rosengarten, 1973/1974 (Teil der Skulpturenmeile Mannheim)
- Marl: Säule, 1969; Kugel und Schale, 1970, in der Sammlung des Skulpturenmuseums Glaskasten
- München: Objekt am Europäischen Patentamt, 1978, 15 Kugeln und Kugelsegmente, teilweise im Boden versenkt

## Galerie

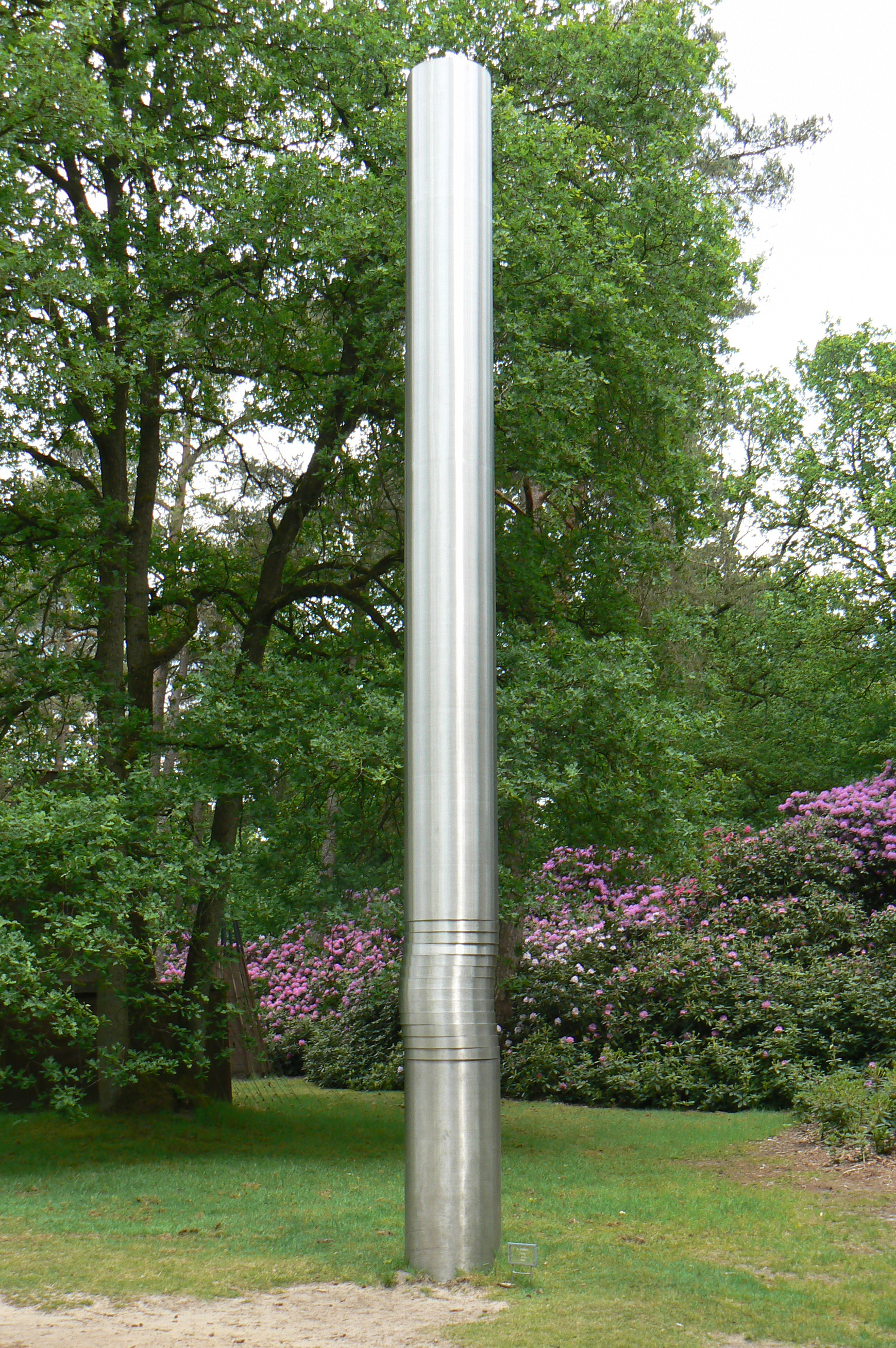
Säule, 1968, Kröller-Müller Museum
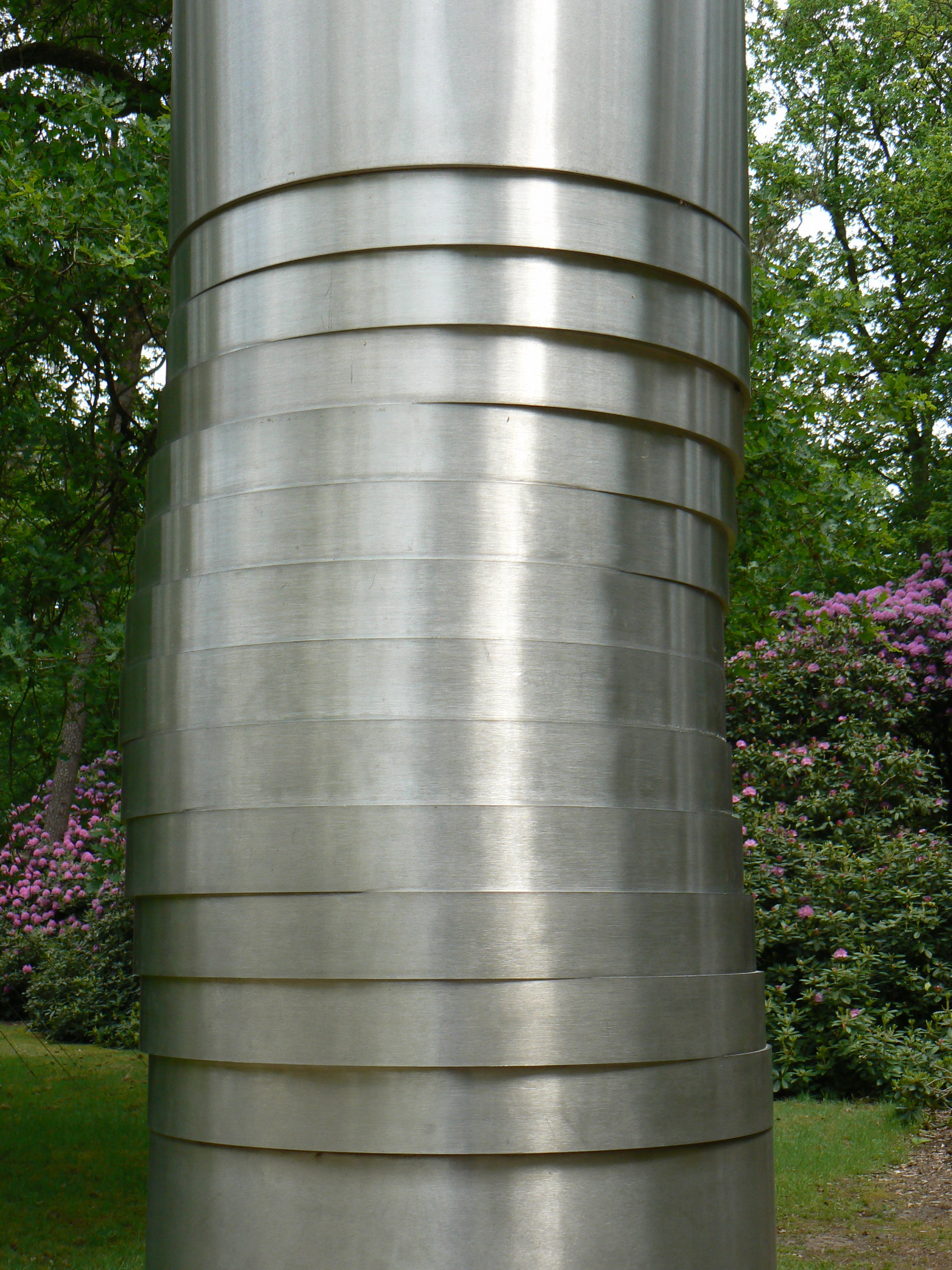
Detail
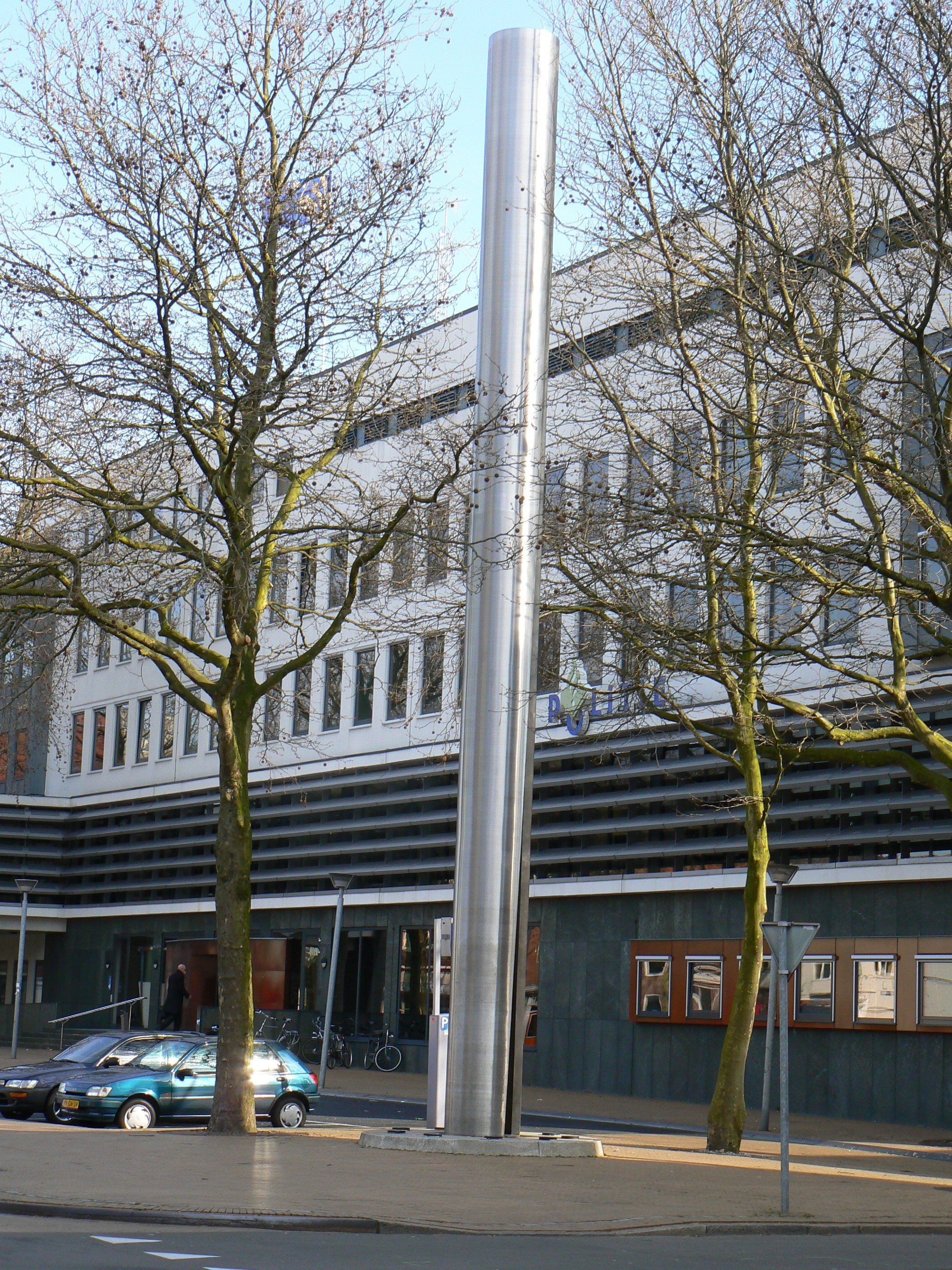
Säule, 1971, Groningen
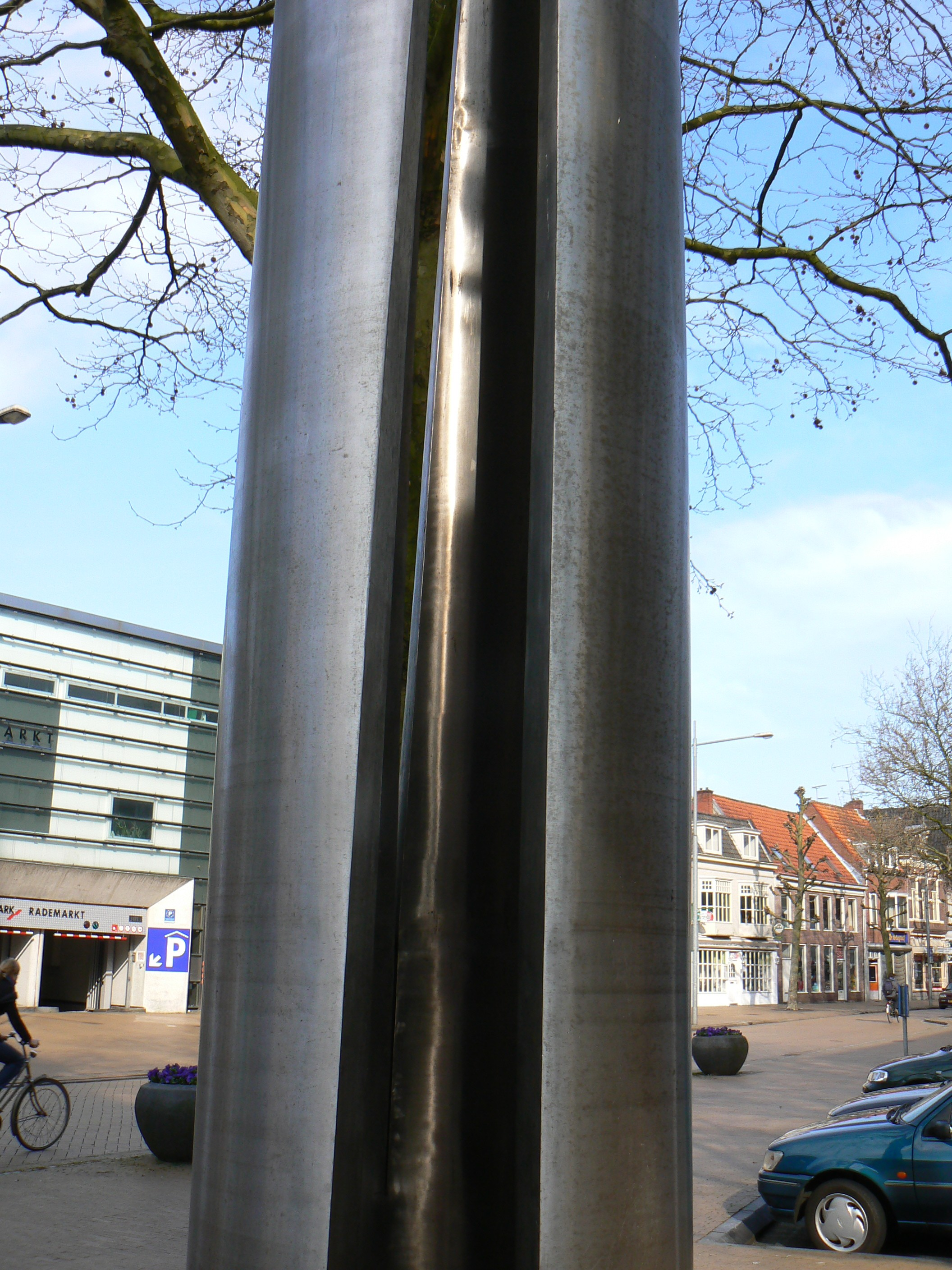
Detail
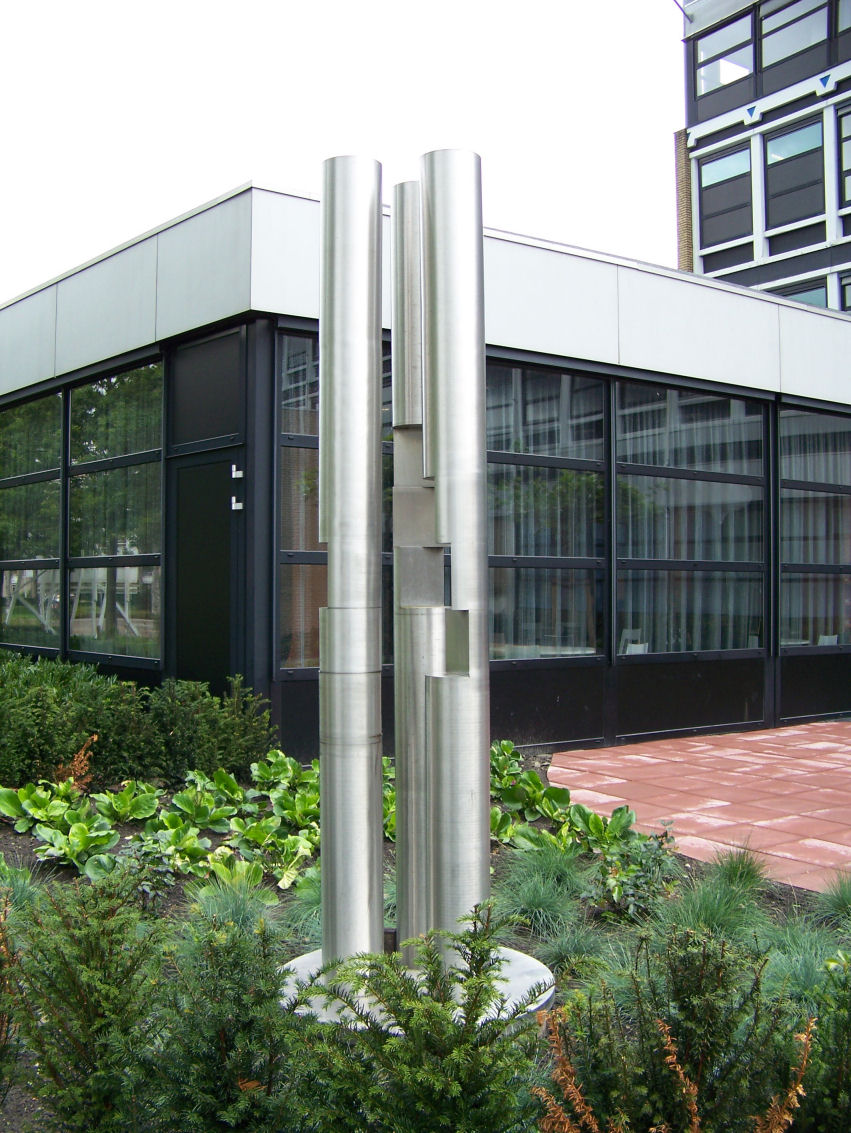
3 Säulen, 1968, Drachten
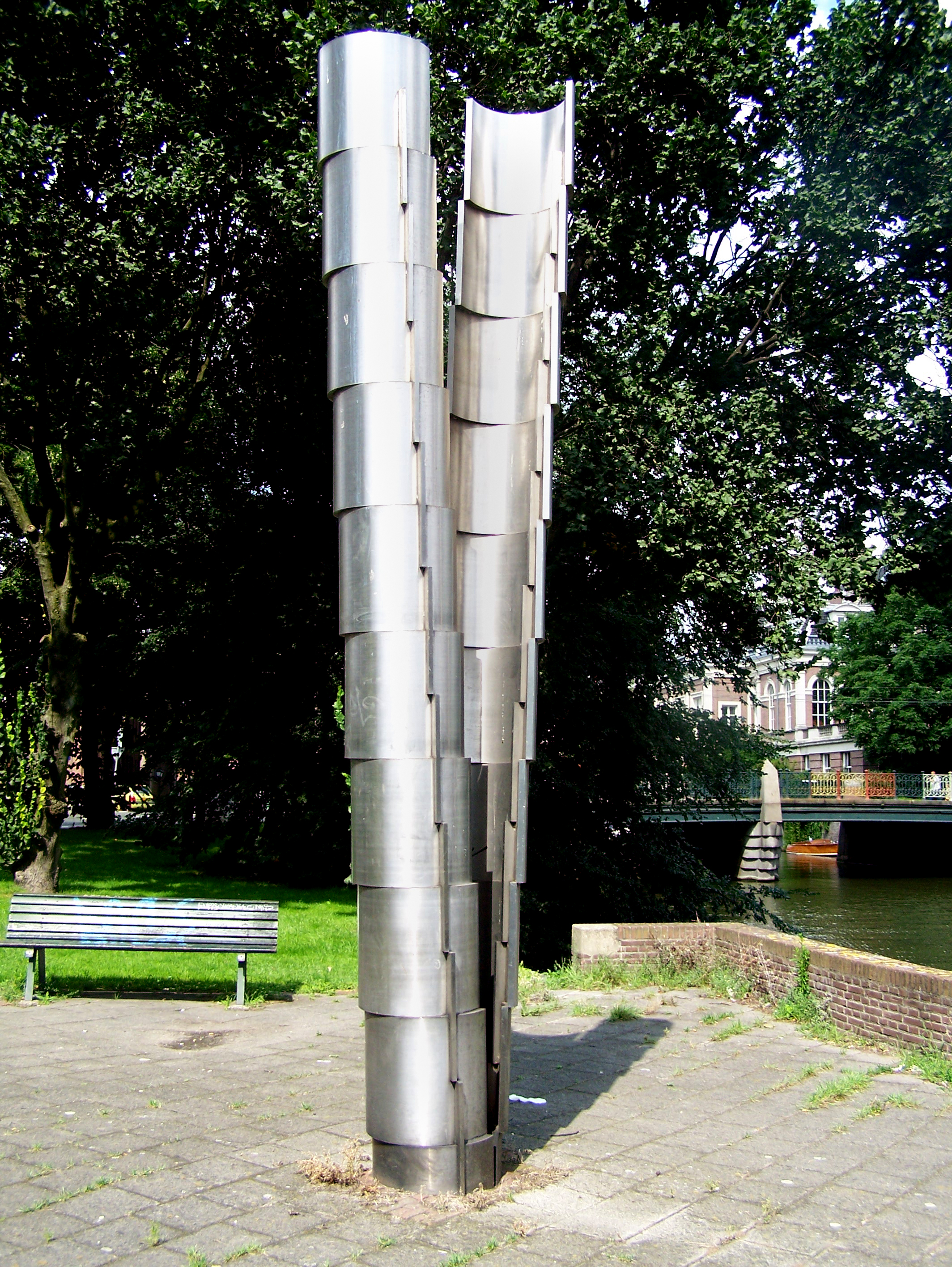
Säule, 1970, Amsterdam
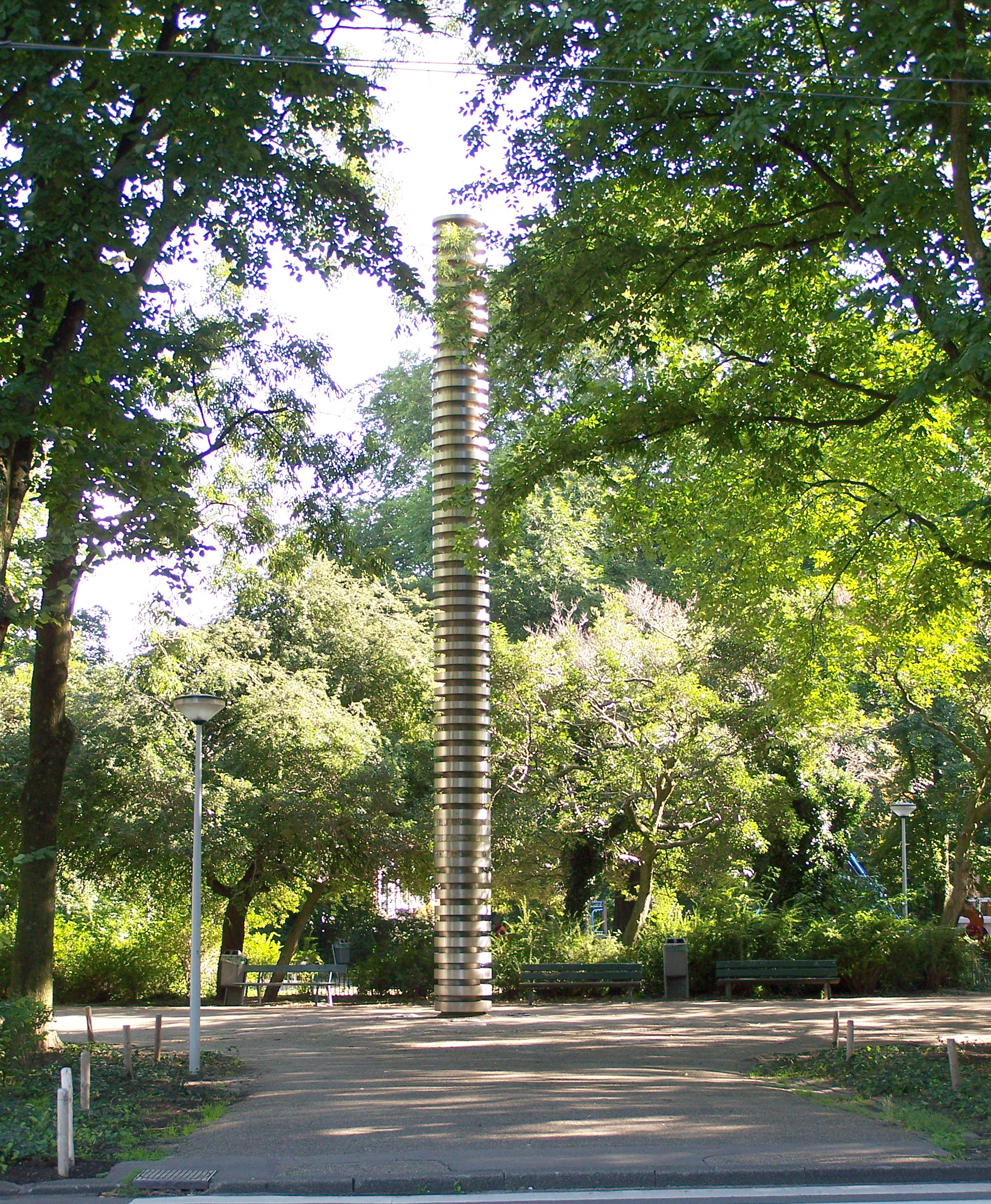
Denkmal für Anthony Winkler Prins, 1970, Amsterdam
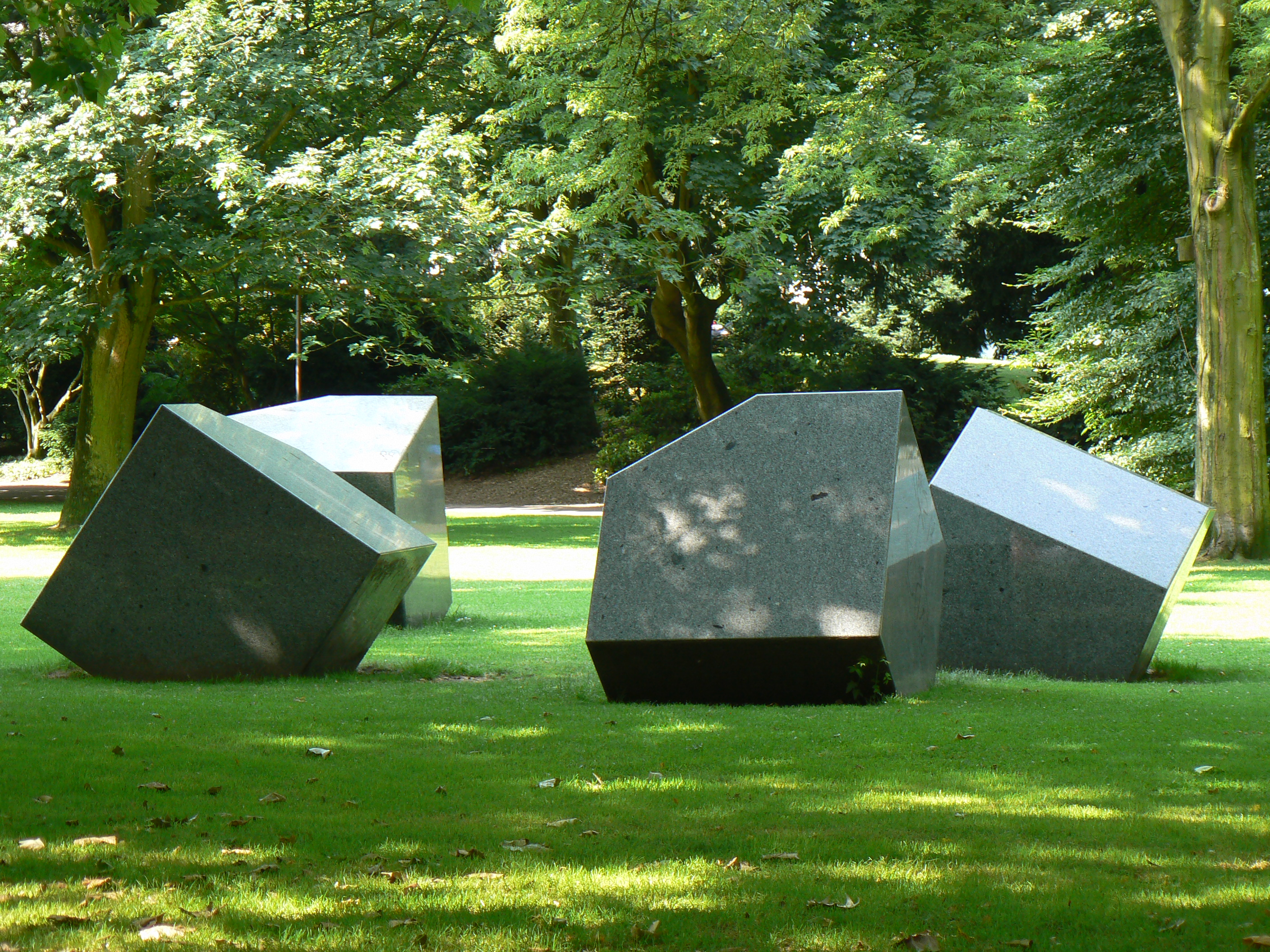
Skulptur für eine Ebene, 1977, Lehmbruck-Museums, Duisburg
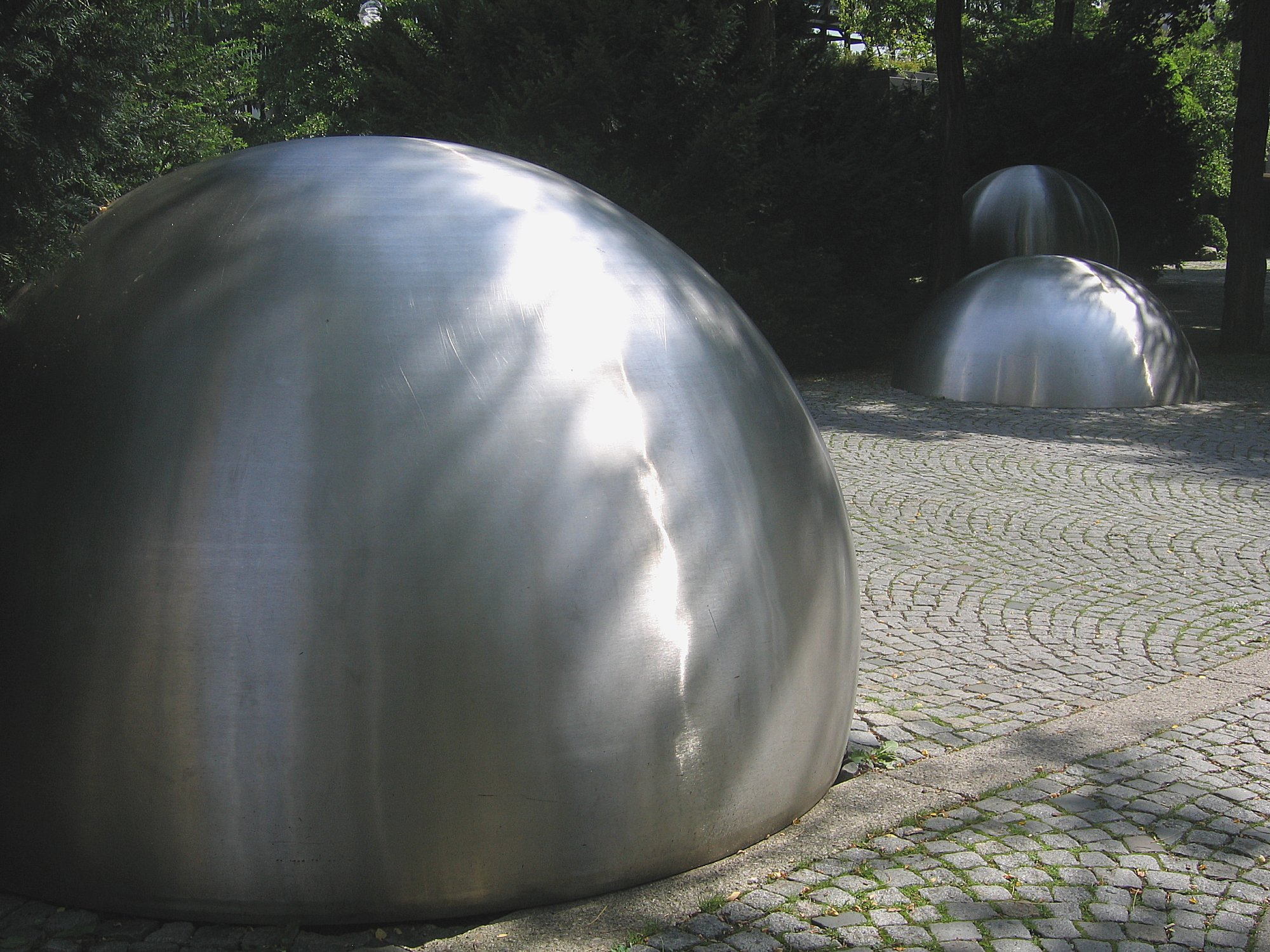
Untitled, 1980, Europäisches Patentamt, München
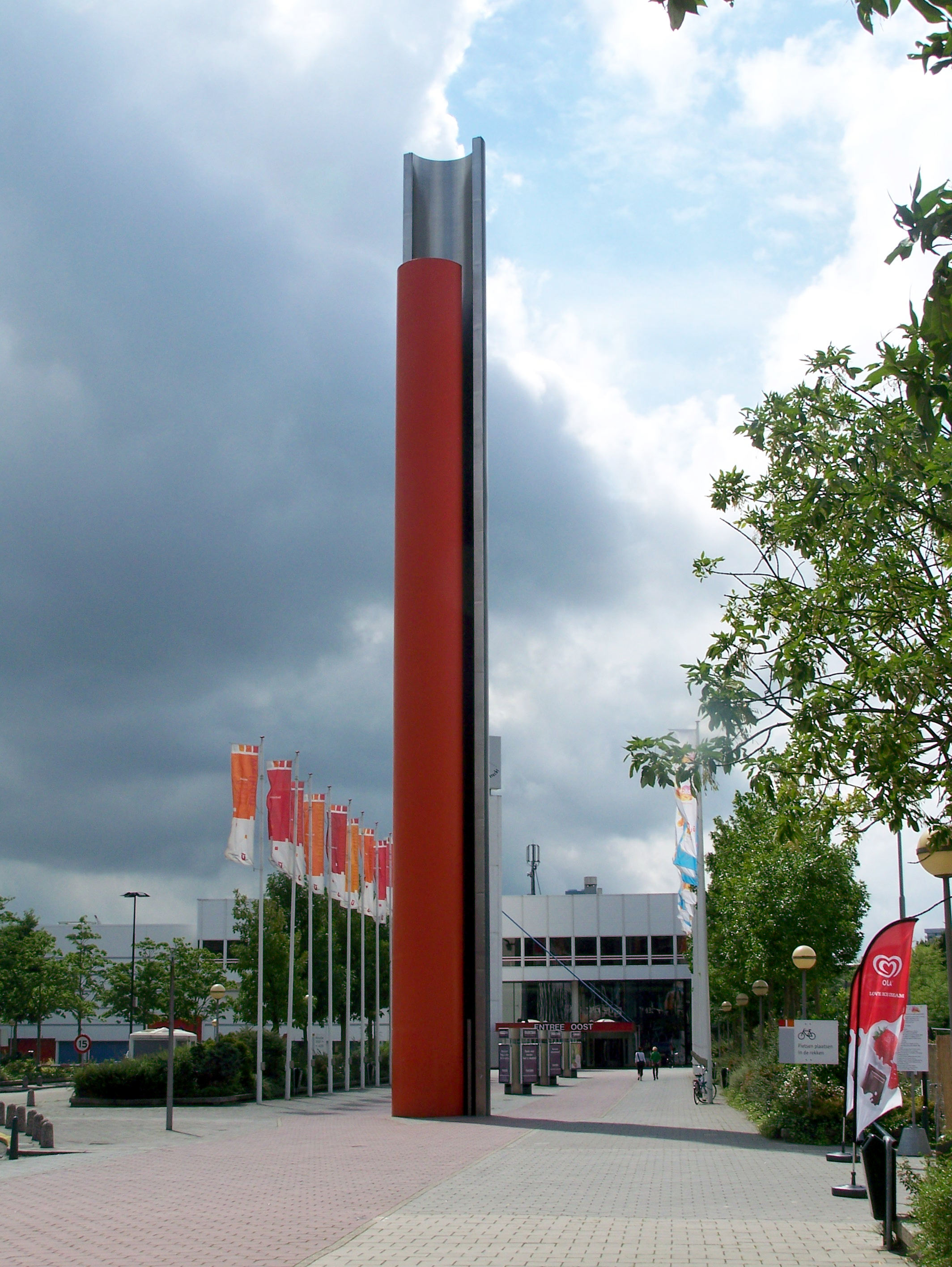
Teil (Säule) des Objekts am Messegelände Jaarbeurs, 1980/1982, Utrecht